# Associazione Luca Coscioni
L'Associazione Luca Coscioni per la libertà di ricerca scientifica è un'associazione di promozione sociale italiana, fondata nel 2002 da Luca Coscioni.
Lo Statuto prevede, fra gli scopi principali, la promozione della libertà di ricerca scientifica, di cura e le altre libertà civili, l'affermazione del diritto alla scienza e all'autodeterminazione individuale e quella dei diritti umani, civili e politici delle persone, a partire da quelle malate e con disabilità.

## Storia
L'associazione viene fondata dall'economista e politico Luca Coscioni, docente universitario a contratto malato di sclerosi laterale amiotrofica, il 5 novembre 2002. La scelta di fondare l'associazione, avviene a seguito della candidatura di Luca Coscioni - che dal 2002 sino alla sua morte è stato anche presidente di Radicali Italiani - come capolista della Lista Bonino Pannella alle elezioni politiche del 2001.
L'associazione mette al centro delle proprie proposte la libertà di ricerca scientifica e di cura e si pone come centro di aggregazione di cittadini, malati, persone con disabilità, accademici, ricercatori e scienziati avendo l’obiettivo di affermare le libertà civili, dalla libertà di ricerca all’autodeterminazione della persona attraverso proposte di legge, iniziative popolari e giudiziarie, e di dialogo con le istituzioni. Per questo l’associazione sceglie come proprio manifesto la frase: "Dal corpo dei malati, al cuore della politica".
La storia dell'associazione è segnata nei primi anni dalla decisione, nel 2004, di intraprendere la raccolta firme per la campagna referendaria volta a cancellare la legge sulla procreazione medicalmente assistita, approvata nel febbraio 2004 dal Parlamento italiano, che vieta la ricerca sulle cellule staminali e limita la possibilità di accesso alla fecondazione assistita, rendendo proibite diverse tecniche. Nonostante i voti favorevoli all'abrogazione avessero ottenuto la maggioranza, il relativo referendum non raggiunge il quorum ma suscita comunque profonda discussione nella popolazione, facendo in particolare attivare la CEI presieduta dal Cardinal Camillo Ruini con una campagna astensionista volta a far fallire gli esiti referendari.
Contemporaneamente, l'associazione in quel periodo estende la sua attività sul piano internazionale convocando a Roma la sessione costitutiva del Congresso mondiale per la libertà di ricerca scientifica, che diviene un congresso permanente di incontro tra cittadini, scienziati e politica a livello transnazionale e che nel tempo si riunirà in sessioni congressuali e preparatorie a Roma, Bruxelles, Ginevra e Addis Abeba.
Il 20 febbraio 2006 muore Luca Coscioni. Nel congresso straordinario che si tiene nell’aprile dello stesso anno a Roma Piergiorgio Welby è eletto co-presidente dell'associazione e con lui l'associazione decide di condurre una battaglia per il riconoscimento di una morte dignitosa che lo stesso Welby ottiene nel dicembre 2006, dopo una lotta durata 88 giorni che coinvolge l’intera opinione pubblica, a partire dall’attenzione del Presidente della Repubblica Giorgio Napolitano. Da allora l’iniziativa dell’associazione sul campo dell’autodeterminazione della persona nelle scelte di fine vita diviene fra gli obiettivi prioritari con le iniziative di disobbedienza civile condotte da Marco Cappato, culminate nel 2017 con il più conosciuto caso Cappato / Dj Fabo.
Nel 2015 Maria Antonietta Farina Coscioni, ex Presidente onorario dell'Associazione Luca Coscioni, ha deciso di lasciare l'Associazione, perché in disaccordo con l'accesso ai fondi del 5 per mille e fondando l'Istituto Luca Coscioni in memoria del marito.

## Campagne
Ispirandosi al manifesto Dal corpo dei malati, al cuore della politica, l'Associazione Luca Coscioni afferma di battersi, nelle sue campagne, per la libertà di ricerca scientifica, i diritti dei disabili, l'antiproibizionismo, la fecondazione assistita e la libertà di scelta individuale per quel che concerne il fine vita, l'aborto e la contraccezione.

### Libertà di ricerca scientifica
L'associazione ha come motivo fondante la sua esistenza la promozione della libertà di ricerca scientifica vista nello specifico come frontiera per cercare una cura per malattie ora inguaribili, in generale come strumento per rafforzare la democrazia e i diritti umani. Questa si attua sia con l'informazione verso la società civile sul tema, sia attraverso un forte impegno politico che ha visto l'associazione (per molti anni anche a fianco il Partito Radicale) fortemente presente nel dibattito sull'eutanasia, la ricerca sulle cellule staminali embrionali, l'utilizzo di stupefacenti per le cure palliative, il testamento biologico, l'aborto.
Questa posizione è stata criticata dai movimenti a tutela della sacralità della vita, alcuni legati alla chiesa cattolica. Questi infatti si oppongono non alla ricerca, vista come un servizio verso i malati, ma all'utilizzo delle staminali embrionali ricavate dalla soppressione di embrioni.  L'errore, secondo queste associazioni, sta nel non considerare la fonte degli embrioni. Questi infatti sono quelli non utilizzati dalle coppie che usufruiscono della fecondazione assistita, e che quindi sono letteralmente abbandonati dai genitori. Poiché se impiantati danno luogo allo sviluppo di una persona, il punto, secondo queste associazioni, non è utilizzarli per la ricerca, ma permettere loro di avere una vita attraverso la loro donazione a coppie che vogliono avere figli. Questa posizione ha aperto un nuovo dibattito, spesso però poco considerato dai media.

### Università e ricerca
L'associazione afferma di battersi per l'introduzione della peer review, ossia per l'introduzione del criterio di revisione tra pari nei meccanismi d'assegnazione dei fondi pubblici per la ricerca scientifica per le università pubbliche italiane.
Per questa iniziativa è stato anche promosso un appello nel gennaio 2007.
L'utilizzo di revisori anonimi è già comunque previsto (almeno a partire dal 1997) per la selezione dei programmi di ricerca finanziati dal MIUR.

### Fecondazione assistita
Sin dalla sua fondazione, l'Associazione Luca Coscioni si batte per una normativa che regoli e definisca l'accesso alle tecniche di procreazione medicalmente assistita in Italia. In tal senso, sostiene la necessità di una riforma della legge 40/2004, a partire dalla cancellazione di alcuni divieti in essa contenuti.
Un primo metodo per raggiungere questo obiettivo è stato l'attivazione degli strumenti di partecipazione popolare. L'Associazione Luca Coscioni è stata, infatti, una dei promotori dei referendum del 2005, che prevedevano l'abrogazione parziale della legge sulla fecondazione assistita in quattro punti: i limiti alla ricerca clinica e sperimentale sugli embrioni, l'utilizzo di più embrioni nella fecondazione assistita, l'abolizione delle norme concernenti finalità, diritti, soggetti coinvolti e limiti nell'accesso alla procreazione medicalmente assistita ed il divieto di eterologa. Sempre l’Associazione aveva proposto insieme a Radicali Italiani un quesito di abrogazione totale della legge 40/2004 che, tuttavia, era stato dichiarato inammissibile dalla Corte costituzionale.
La tornata elettorale si è svolta il 12 e 13 giugno, ma ha visto il mancato raggiungimento del quorum. Fallita la strada referendaria, l'Associazione ha preso parte all'assemblea dei mille, convocata da scienziati, medici ed intellettuali per decidere quali idee ed iniziative intraprendere sul tema, tra cui anche quelle di tipo giudiziario a sostegno dei pazienti. Attraverso un gruppo di legali, coordinati dal segretario nazionale Filomena Gallo, e la collaborazione di altre associazioni di pazienti, l'Associazione ha partecipato, facendosi spesso promotrice, alle azioni in tribunale, tra cui alcune di quelle hanno posto alla Corte costituzionale questioni di legittimità costituzionale su specifici articoli della legge 40. Si è arrivati così, nel 2014, alla cancellazione per mano della Consulta dei divieti di fecondazione eterologa e, nel 2015, all'eliminazione del divieto di accesso alle tecniche per le coppie fertili ma portatrici di patologie genetiche e di quello alla diagnosi genetica preimpianto.
In merito a quest’ultima tecnica, l’Associazione Luca Coscioni ha rilevato disparità nell'accesso perché i trattamenti, non essendo inseriti nei Livelli essenziali di Assistenza e non essendo, dunque, a carico del Servizio sanitario nazionale, non sono gratuiti né rimborsabili in tutte le Regioni italiane. Dal 2017, quindi, ha promosso un appello al ministro della Salute Beatrice Lorenzin (e poi reiterato ai successori Giulia Grillo e Roberto Speranza) affinché la diagnosi genetica preimpianto venga inclusa nei Livelli essenziali di assistenza.
Altro modo cui l’Associazione persegue una riforma della Legge 40 è la strada parlamentare. Con lo scopo di superare il divieto di gestazione per altri, creando un quadro normativo entro cui rendere lecita in Italia questa tecnica, l’Associazione ha presentato in collaborazione con altre associazioni la proposta di legge “Disciplina della gravidanza solidale e altruistica”, depositata dai parlamentari Guia Termini, Doriana Sarli, Elisa Siragusa, Riccardo Magi, Nicola Fratoianni durante la XVIII legislatura.

### Fine vita
Riconducendosi alla battaglia di Piergiorgio Welby per il riconoscimento dell'autodeterminazione del malato, l'Associazione Luca Coscioni si impegna nella promozione di una legislazione in tema di testamento biologico e della legalizzazione dell'eutanasia. L'azione politica dell'Associazione su questo ambito si attua seguendo due direttrici.
La prima riguarda una azione di pressione nei confronti del Parlamento, attraverso anche gli strumenti di partecipazione popolare. Durante la XVI legislatura, l'Associazione Luca Coscioni mette in atto una lunga mobilitazione contro l'approvazione del cosiddetto disegno di legge Calabrò sul testamento biologico che, secondo l'Associazione, rappresenta un passo indietro dopo le decisioni raggiunte sul piano giurisdizionale nei procedimenti attivati grazie all'iniziativa di Piergiorgio Welby. La legislatura si chiude nel 2013, senza che quel testo venga approvato.
Alla fine del 2012, Marco Cappato lancia la campagna Eutanasia Legale, volta alla raccolta di firme per la presentazione di una proposta di iniziativa popolare sul tema del fine vita. In questo contesto, con l’inizio della XVII legislatura, il 13 settembre 2013, viene depositata alla Camera dei deputati una proposta di legge di iniziativa popolare riguardante il "Rifiuto dei trattamenti sanitari e liceità dell'eutanasia". Sempre sul fronte parlamentare, l'Associazione si è fatta promotrice, nel 2015, di un Intergruppo parlamentare per le scelte di fine vita, sostenendo l'approvazione della legge 219/2017 che riconosce e disciplina il testamento biologico in Italia.
Nel 2021, quindi, l'Associazione promuove insieme ai rappresentanti di altre organizzazioni e partiti un referendum per la depenalizzazione dell'eutanasia, attraverso la parziale abrogazione dell'articolo 579 del Codice Penale che punisce l'omicidio del consenziente. Il quesito referendario è stato depositato in Corte suprema di cassazione, il 20 aprile 2021.
La seconda direttrice riguarda, invece, le azioni in tribunale e quelle di disobbedienza civile promossa dai suoi dirigenti. Al fine di sensibilizzare la politica e l'opinione pubblica sulla necessità di una normativa che riconosca e disciplini tutte le scelte di fine vita, il tesoriere Marco Cappato, la co Presidente Mina Welby e il consigliere generale Gustavo Fraticelli annunciano di voler aiutare pubblicamente le persone che ne fanno richiesta ad ottenere l’aiuto alla morte volontaria in Svizzera. Dopo i casi di Piera Franchini, Dominique Velati e Damiana Saba, Marco Cappato si autodenuncia per aver aiutato Fabiano Antoniani, rimasto cieco e tetraplegico a seguito di un incidente, a raggiungere una struttura svizzera, dove questi ha ottenuto il suicidio assistito.. Ne scaturisce un processo dinanzi alla Corte di Milano con l'accusa di aiuto al suicidio, reato punito da 5 a 12 anni di carcere ai sensi dell'articolo 580 del Codice penale. La Corte costituzionale - cui il tribunale milanese si è rivolta sollevando una questione di legittimità costituzionale - ha riconosciuto, con la sentenza 242/2019, la non punibilità dell'aiuto al suicidio fornito a persone che rispondono a quattro requisiti specifici, dopo aver evidenziato l'esistenza di un vuoto legislativo in materia e lasciando undici mesi al Parlamento per l'emanazione di una legge che tuteli tutte le scelte di fine vita.
Marco Cappato, che è stato assolto dalla Corte di Milano il 23 dicembre 2019, finisce nuovamente a processo insieme a Mina Welby per l'aiuto dato, sempre nel 2017, a Davide Trentini, affetto da sclerosi multipla. Il processo si è concluso il 28 aprile 2021, dopo due gradi di giudizio, con l'assoluzione dei due imputati, che erano già stati assolti in primo grado dinanzi alla Corte d'Assise di Massa. Quest'ultima decisione compie un ulteriore passaggio chiarificatore in merito all'applicazione della sentenza 242/2019, perché afferma che per trattamento di sostegno vitale non si devono intendere solo i macchinari, ma anche i trattamenti farmacologici, come nel caso di specie.

## Cariche
Lo Statuto prevede che la dirigenza dell'associazione sia formata dalla Presidenza, dal Segretario, dal Tesoriere, dal Consiglio di gestione di bilancio, dal Consiglio generale e dal Consiglio dei revisori dei Conti..  Le cariche vengono rinnovate ogni anno, in occasione del Congresso.

## Pubblicazioni
La rivista ufficiale dell'Associazione Luca Coscioni è Agenda Coscioni, fondata come mensile nel 2006. Tra il 2009 ed il 2010, invece, la pubblicazione era venduta in edicola insieme al mensile Terra.

## Congressi nazionali
Quasi ogni anno l'associazione organizza il congresso ufficiale, dove iscritti e dirigenti s'incontrano per confrontarsi e fare il punto della situazione sulle varie campagne. Nell'occasione, gli iscritti votano le nuove cariche dirigenziali.
- XXI Congresso - Roma, 12-13 ottobre 2024
- XX Congresso - Milano, 20-22 ottobre 2023[69]
- XIX Congresso - Modena, 13-16 ottobre 2022[70]
- XVIII Congresso - Roma, 8-10 ottobre 2021[71].
- XVII Congresso - Roma, 10-11 ottobre 2020[72].
- XVI Congresso - Bari, 3-6 ottobre 2019.[73]
- XV Congresso - Milano, 5-6-7 ottobre 2018[74]
- XIV Congresso - Torino, 29-30 settembre e 1º ottobre 2017[75]
- XIII Congresso - Napoli, 1-2 ottobre 2016[76]
- XII Congresso - Milano, 25-26-27 settembre 2015.[77]
- XI Congresso - Roma, 19-20-21 settembre 2014.[78]
- X Congresso - Orvieto, 27-28-29 settembre 2013.[79]
- IX Congresso - Milano, 6-7 ottobre 2012.[80]
- VIII Congresso - Roma, 1º-2 ottobre 2011.[81]
- VII Congresso, online in diretta web e Udine, 17 ottobre 2009.[82]
- VI Congresso - Salerno, 17-18 febbraio 2008.[83]
- V Congresso straordinario - Roma, 21-22-23 aprile 2006.[84]
- IV Congresso - Orvieto, 2-3-4 dicembre 2005.[85]
- III Congresso - Milano, 21-22-23 gennaio 2005.[86]
- II Congresso - Roma, 17-18 gennaio 2004.[87]
- I Congresso - Roma, 21-22 dicembre 2002.[88]

## Congresso mondiale per la libertà di ricerca scientifica
- 6ª Sessione del Congresso - Addis Abeba, 25-26 febbraio 2020[89]
- 5ª Sessione del Congresso - Bruxelles, 11-12-13 aprile 2018[90]
- 3ª Sessione del Congresso -  Roma (archiviato dall'url originale il 10 luglio 2015), 4-6 aprile 2014
- Incontro preparatorio alla Terza Sessione del Congresso -  Bruxelles, 14-15 novembre 2013
- 2ª Sessione del Congresso - Bruxelles, 5-6-7 marzo 2009.
- 1ª Sessione del Congresso - Roma, 16-17-18 febbraio 2006.
- Sessione Costitutiva -  Roma (archiviato dall'url originale il 10 luglio 2015) - 9-10 ottobre 2014